# Campionat del món de ciclisme en pista de 1951
El Campionat Mundial de Ciclisme en Pista de 1951 es va celebrar a Milà (Itàlia) del 24 al 28 d'agost de 1951.
Les competicions es van celebrar al Velòdrom Maspes-Vigorelli de Milà. En total es va competir en 5 disciplines, 3 de professionals i 2 d'amateurs.

## Resultats

### Masculí

#### Professional
| Prova                 | Or                           | Argent                     | Bronze                         |
| Velocitat individual  | Reginald Harris · Regne Unit | Jacques Bellenger · França | Sydney Patterson · Austràlia   |
| Persecució individual | Antonio Bevilacqua · Itàlia  | Hugo Koblet · Suïssa       | Kay-Werner Nielsen · Dinamarca |
| Darrere moto          | Jan Pronk · Països Baixos    | Andreas Leliaert · Bèlgica | Henri Lemoine · França         |

#### Amateur
| Prova                 | Or                     | Argent                        | Bronze                    |
| Velocitat individual  | Enzo Sacchi · Itàlia   | Russell Mockridge · Austràlia | Marino Morettini · Itàlia |
| Persecució individual | Mino De Rossi · Itàlia | Raphaël Glorieux · Bèlgica    | Guido Messina · Itàlia    |

## Medaller
| Pos. | País          | Or | Plata | Bronze | Total |
| 1    | Itàlia        | 3  | 0     | 2      | 5     |
| 2    | Països Baixos | 1  | 0     | 0      | 1     |
| -    | Regne Unit    | 1  | 0     | 0      | 1     |
| 4    | Bèlgica       | 0  | 2     | 0      | 2     |
| 5    | Austràlia     | 0  | 1     | 1      | 2     |
| -    | França        | 0  | 1     | 1      | 2     |
| 7    | Suïssa        | 0  | 1     | 0      | 1     |
| 8    | Dinamarca     | 0  | 0     | 1      | 1     |